# Joël Lazennec
Joël Lazennec, né à Vannes le 5 décembre 1919 et mort le 8 août 2018 à Pont-l'Abbé, est un officier de marine et résistant français. Membre des Forces navales françaises libres, il a participé à la bataille de l'Atlantique lors de la Seconde Guerre mondiale.

## Biographie

### Engagement dans la marine nationale[3]
Appartenant à une famille qui s'est honorée dans le métier des armes, depuis des générations (au moins depuis le début du XVIIe siècle), Joël Lazennec s’engage dans la Marine Nationale, dès la déclaration de guerre de septembre 1939. Il commence le cours de timonier à Toulon, en décembre 1939, pour en sortir quartier-maître timonier. Embarqué sur le bateau école L'Armorique, il poursuit sa formation de chef de quart à Brest, de janvier à juin 1940. Le 13 juin, il devient quartier-maître chef de quart. Le 18 juin, alors qu'il est en rade de Brest, dans l'attente d'une désignation, il doit évacuer sur le cuirassé Paris devant l'arrivée des Allemands. Incapable de rejoindre l'Afrique du Nord en raison de son piteux état, le cuirassé se dirige donc vers Plymouth où il parvient le 19 juin. 

### Un ralliement précoce à la France libre
Après trois jours à bord, Joël Lazennec peut débarquer pour un camp à terre, où il apprend, avec ses camarades, que la France vient de déposer les armes, le 22 juin 1940, et qu'il va être rapatrié, dès que possible, sur le territoire français. C'est alors qu'un représentant de la France libre lui annonce que le général de Gaulle a décidé de maintenir le pavillon français dans la guerre et qu'il recherche des volontaires. Ainsi, dès le mois de juin 1940, Joël Lazennec rallie-t-il les Forces navales françaises libres où il est enregistré à compter du 1er août. Sur les 3 000 hommes environ, débarqués de plusieurs navires français et qui attendent un retour en France dans le camp situé à Plymouth, 11 seulement ont effectué le même choix que lui,.
C'est à Portsmouth, en juillet 1940, à bord du bâtiment contre avions Courbet, qu'il accomplit ses premières missions militaires pour la France libre, à l'occasion de la bataille d'Angleterre. Il est alors nommé aspirant, troquant son col bleu et son pompon rouge pour la casquette d'officier et est embarqué à bord du patrouilleur Vaillant, basé à Greenock en Écosse (près de Glasgow). Il part ensuite pour les côtes africaines, opération qui tourne court en raison d'une grave avarie de machine : le Vaillant reste en panne pendant 48 heures, dans une forte tempête, mais heureusement sans être repéré par les sous-marins allemands. Après un retour à Greenock, alors que le Vaillant, jugé irréparable, est désarmé, Joël Lazennec rejoint Londres, sous les bombardements provoqués par le Blitz.

### Détaché dans la marine marchande: les convois de l'Atlantique
L'état-major de la France libre propose alors à Joël Lazennec d'embarquer, comme officier de navigation, sur un navire de commerce réarmé avec un équipage français. Rattaché à la marine marchande, à compter du 2 mars 1941, il navigue le long des côtes africaines, dans la région du Congo belge où il attrape le paludisme, ce qui le contraint à revenir se faire soigner en Angleterre.
Affecté ensuite sur le Saint-Bertrand, un ancien cargo allemand de 13 000 tonnes (le Chemnitz, capturé par le sous-marin français Poncelet, au début de la guerre), il participe à la bataille de l’Atlantique jusqu'aux derniers jours du conflit. Affrontant de nombreuses tempêtes, il échappe à tous les torpillages, mais assiste à celui du cargo belge, Émile-Francqui, le 16 décembre 1941. Avec les hommes de la corvette Pink, l'équipage du Saint-Bertrand parvient tout de même à sauver trente-deux marins,.
Le ravitaillement de l’Angleterre dépend alors de la capacité des navires de commerce à déjouer la surveillance et les attaques des U-Boote allemands. La préparation du débarquement en Normandie et le sort de la Seconde Guerre mondiale se jouent en partie dans l’Atlantique nord. En ayant participé à 18 convois de l'Atlantique, Joël Lazennec a donc contribué à cette bataille cruciale pour la victoire des Alliés.

### Poursuite d'une carrière militaire
Après la Seconde Guerre mondiale, Joël Lazennec poursuit sa carrière dans la Marine nationale, en participant notamment à la Guerre d'Indochine, puis à la Guerre d'Algérie et atteint le grade de Capitaine de Vaisseau.

## Distinctions
- Légion d'Honneur

Les médailles décernées à Joël Lazennec

- Croix de Guerre 1939-1945 (étoile d'argent)
- Ordre national du Mérite (Commandeur)
- Médaille commémorative des services volontaires dans la France libre
- Ordre du Mérite maritime (chevalier) pour sa participation aux convois de l'Atlantique
- Médaille coloniale
- Croix de guerre des TOE (étoile d'argent)
- Médaille commémorative de la campagne d'Indochine
- Médaille des combattants de l'union bretonne

Sa participation à la Bataille de l'Atlantique vaut à Joël Lazennec les remerciements officiels du général de Gaulle, président du Gouvernement provisoire de la République française, le 1er septembre 1945. Tous les Français libres ont d'ailleurs reçu ce même document à leur nom.

Remerciements officiels du général de Gaulle (Président du Gouvernement Provisoire de la République française) à Joël Lazennec.